# Toxorhina leucomelanopus
Toxorhina leucomelanopus är en tvåvingeart som först beskrevs av Günther Enderlein 1912.  Toxorhina leucomelanopus ingår i släktet Toxorhina och familjen småharkrankar.
Artens utbredningsområde är Colombia. Inga underarter finns listade i Catalogue of Life.